# 王明海
王明海，浙江大学医学院教授，主要从事激酶型受体在肿瘤侵袭和转移过程中的病理作用等方面的研究工作。入选中华人民共和国教育部第五批"长江学者"特聘教授，曾就读于浙江医科大学。